# Markus Baltensperger
Markus Baltensperger  (* 22. Januar 1970 in Weil am Rhein), auch bekannt als Markus B., ist ein in Hamburg ansässiger deutscher Musiker, Sänger, Songwriter und Produzent.

## Leben
Markus Baltensperger begann seine Karriere in den 1980er-Jahren. Mit fünfzehn Jahren gründete der gebürtige Südbadener seine erste Band als Gitarrist und Sänger. Bald darauf wurde man auf sein musikalisches Talent aufmerksam und wenig später holte man ihn in eine Soulband, die rasch an regionalem Ansehen gewann. Parallel dazu schloss er eine handwerkliche Ausbildung ab. In den USA absolvierte er ein praxisorientiertes Musikstudium am  „Musicians Institute“ in  Los Angeles. Nach seiner Rückkehr nach Deutschland ließ er sich in Hamburg nieder und schrieb eigene Songs, die sich zwischen Jazz, Rock, Pop, R&B und Country bewegen. Er interpretiert Songs von Al Jarreau oder James Taylor bis Sting, Stevie Wonder und Bob Marley. In der Zwischenzeit spielte er u. a. mit Indra Afia, Trixi Delgado, Bonny Ferrer & The Latin Souls und Inusas Groove Factory zusammen.
2007 erschien sein Debütalbum „Classic Covers“ mit rein akustischen Instrumenten, wodurch Nena auf ihn aufmerksam wurde. Sie lud ihn ein, die Gitarren auf ihrem Kinderalbum „Himmel, Sonne, Wind und Regen“ einzuspielen. Durch die Arbeit in diversen Tonstudios kam er zu seiner weiteren Tätigkeit als Produzent.
Er tritt weiterhin solo oder mit seiner Band auf. Zu ihr gehören Musiker wie Jörg Berger (Drums, Bonny Ferrer & The Latin Souls), Leandro Saint-Hill (Sax & Flute, Hope Musical, Tony Martínez, Omar Sosa), Pablo Escayola (Percussion, Stefan Gwildis Band, Zinoba, Nils Gessinger, Mustafa Sandal, James Last) oder der Australier David Christopher von der Queen Tribute Band oder Ricardo Alvarez Cuba (Key, Cubanisimo/Cuateto Chanchull).
Markus Baltensperger lebt bei Hamburg in Oststeinbek.

## Diskografie
Alben
- Classic Covers (2007)
- The Best of Two Worlds (2009)
- Wasn't Expecting That (2016)
- Paths of Love... (2016)
- Neues Gesicht (2020)
- Das Leben ist schön (2023)

### Kollaborationen
- Mehr (Sigrun W. Heuser, 2007)
- Himmel, Sonne, Wind und Regen (Nena, 2008)